# Yeroskipou
Yeroskipou of Geroskípou (Grieks: Γεροσκήπου) is een kuststadje ten oosten van Paphos op Cyprus. Het heeft een bevolking van 7.878 inwoners en is het op een na grootste stadje van het district Paphos. Op Yeroskipou staat een Byzantijnse kerk uit de elfde eeuw (Agia Paraskevi). Kenmerkend voor het volkskundemuseum is de zoetigheid Turks fruit of lokum.

## Bevolking
In 2011 telde de stad 7.878 inwoners, een stijging van 2.115 personen (+36,7%) ten opzichte van 5.763 inwoners in 2001. De gemiddelde jaarlijkse bevolkingsgroei komt hiermee uit op 3,2% voor deze periode.

## Cultuur
Yeroskipou was de plaats waar Aphrodite haar tuinen had. Yeros komt van het Griekse woord voor heilig, en kipou komt van het woord tuin. Yeroskipou betekent letterlijk heilige tuin. Een grot in Yeroskipou heet Het bad van Aphrodite.

## Zustersteden

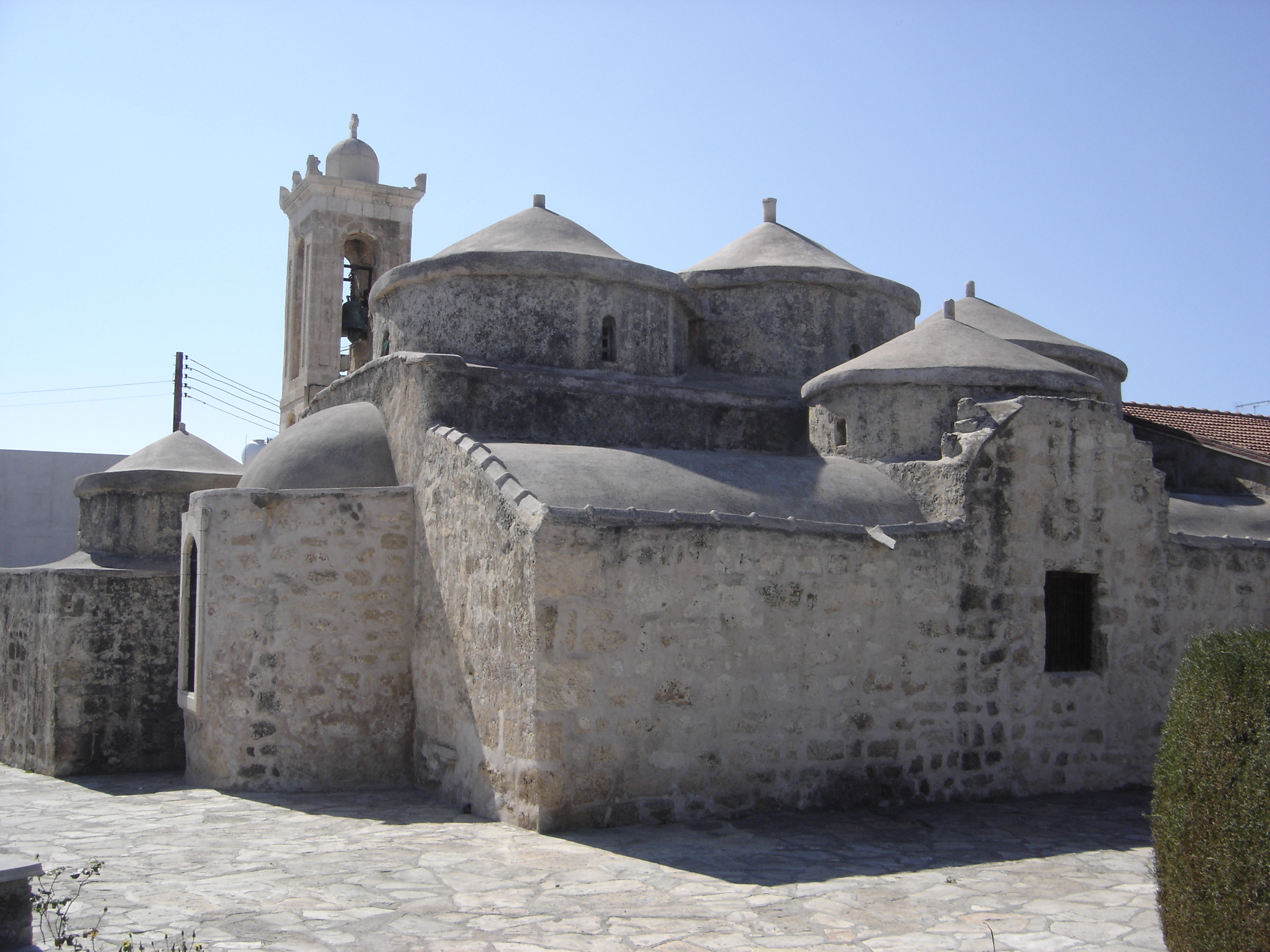
Kerk in Yeroskipou

- Agia Paraskevi,  Griekenland